# Kanton Illzach
Kanton Illzach (fr. Canton d'Illzach) byl francouzský kanton v departementu Haut-Rhin v regionu Alsasko. Tvořilo ho 11 obcí. Zrušen byl po reformě kantonů 2014.

## Obce kantonu
- Baldersheim
- Bantzenheim
- Battenheim
- Chalampé
- Hombourg
- Illzach
- Niffer
- Ottmarsheim
- Petit-Landau
- Ruelisheim
- Sausheim